# Strzelec Borysław
Strzelec Borysław – polski klub piłkarski z siedzibą w Borysławiu. Rozwiązany podczas II wojny światowej.

## Historia
Piłkarska drużyna Strzelec została założona w Borysławiu w latach 20. XX wieku. Zespół przez dłuższy czas występował w niższych klasach. Do ligi okręgowej lwowskiego OZPN (jedna z najbardziej prestiżowych lig okręgowych w przedwojennej Polsce) KS Strzelec awansował dopiero latem 1939. W najwyższej lidze rozegrała tylko 2 mecze, w których zdobyła 2 pkt, strzeliła 3 goli i straciła 3 bramki. W 1930 ostatni raz zagrał w Klasie A. Potem występował w tarnopolskim podokręgu w klasie B.
We wrześniu 1939, kiedy wybuchła II wojna światowa, klub przestał istnieć.